# Jeff Conaway
Jeffrey Charles William Michael „Jeff” Conaway (ur. 5 października 1950 w Nowym Jorku, zm. 27 maja 2011 w Los Angeles) – amerykański aktor filmowy, telewizyjny i teatralny.

## Życiorys

### Rodzina i edukacja
Urodził się w Nowym Jorku. Był najmłodszym z trojga dzieci Mary Ann Brooks, aktorki i nauczycielki muzyki w nowojorskim Brook Conservatory, oraz Charlesa Conawaya, aktora, producenta i wydawcy. Wychowywał się w dzielnicach Queens – Astoria, Flushing i Forest Hills. Kiedy miała dwa lata, pojawił się na broadwayowskiej scenie. Po rozwodzie rodziców w 1953 zamieszkał z matką i dwiema starszymi siostrami – Michele (ur. 1 maja 1947) i Carlą. Kiedy miał siedem lat, padł ofiarą pedofilii i pornografii dziecięcej.
Chciał być astronautą, jednak z powodu jego wady wzroku stało się to niemożliwe. Kiedy miał dziewięć lat, postanowił zostać aktorem, idąc w ślady rodziców. Mieszkając z dziadkami w Karolinie Południowej, nabył południowego akcentu, dzięki czemu został wybrany przez Arthura Penna do roli chłopca w przedstawieniu Śmierć w rodzinie (All the Way Home) w Belasco Theatre na podstawie powieści Jamesa Agee.
Zadebiutował na wybiegu jako model dziecięcy. Uczęszczał do szkoły w Quintano School for Young Professionals. Po zagraniu z zespołem rockowym „3 1/2", w wieku 15 lat uczęszczał do University of North Carolina School of the Arts w Winston-Salem, a następnie przeniósł się do New York University, gdzie studiował aktorstwo pod kierunkiem Olympii Dukakis i Marthy Graham.

### Kariera
Od 14 lutego 1972 do 13 kwietnia 1980 grał Kenickie’ego w broadwayowskich musicalu Grease. Później występował w spektaklu Nowości (The News, 1985). Na dużym ekranie wystąpił po raz pierwszy w komedii Jennifer w mojej pamięci (Jennifer on My Mind, 1971), która wyświetlana była jedynie w kilku kinach i stała się kompletną klapą finansową. Po gościnnym udziale w serialach telewizyjnych, m.in. CBS Kojak (1978), zagrał Kenickie’go w filmie muzycznym Grease (1978) z Johnem Travoltą i Olivią Newton-John.
W 1979 wydał album studyjny, zatytułowany po prostu Jeff Conaway, który promował singlem „City Boy”.
Popularność wśród telewidzów zdobył rolą Roberta L. „Bobby’ego” Wheelera w sitcomie ABC Taxi (1978-82), za którą otrzymał nagrodę Medallion i był dwukrotnie nominowany do nagrody Złotego Globu. Pojawił się także jako Mick Savage w operze mydlanej CBS Moda na sukces (The Bold and the Beautiful, 1989-90) i Zack Allan w serialu sci-fi Babilon 5 (Babylon 5, 1994-98). Był reżyserem i scenarzystą komedii Lato w bikini II (Bikini Summer II, 1992).

### Życie prywatne
Był żonaty trzy razy. Gdy miał 21 lat, jego pierwsze, krótkotrwałe małżeństwo z tancerką trwało dwa lata (1972-73) i zostało anulowane. 4 lipca 1980 ożenił się z Roną Newton-John, starszą siostrą Olivii Newton-John, ale w 1985 doszło do rozwodu. 17 sierpnia 1990 poślubił Kerri Young, z którą rozwiódł się w 2000. Był także przez siedem lat w nieformalnym związku z Victorią Spinozą „Vikki Lizzi”, z którą w 2011 złożyli tymczasowy wzajemny zakaz zbliżania się.
W 2008 w programie Rehab With Dr. Drew z udziałem lekarza Drew Pinsky’ego ujawnił swoje uzależnienia od alkoholu i narkotyków (kokaina, marihuana), a także od środków przeciwbólowych, które zaczął przyjmować po wypadku, któremu uległ na planie filmu Grease. W audycji radiowej Howarda Sterna powiedział, że 21 razy próbował popełnić samobójstwo. Na początku 2010 miał poważny wypadek, który zakończył się krwotokiem mózgu, złamaniem biodra i złamaniem karku. 
Zmarł 27 maja 2011 o godz. 10.30 w szpitalu Encino-Tarzana Regional Medical Center w Encino w Los Angeles. Był hospitalizowany 11 maja. Początkowo za przyczynę uważano przedawkowanie narkotyków. W późniejszym czasie ustalono, że Conaway cierpiał na zapalenie płuc i posocznicę. Pozostał w śpiączce przez ponad dwa tygodnie aż do śmierci.

## Wybrana filmografia

### Filmy fabularne
- 1971: Jennifer w mojej pamięci (Jennifer on My Mind) jako Hanki
- 1978: Grease jako Kenickie
- 1988: Elvira, władczyni ciemności (Elvira, Mistress of the Dark) jako Travis
- 1992: Prawie w ciąży (Almost Pregnant) jako Charlie Alderson
- 1999: Cukiereczek (Jawbreaker) jako ojciec Marcie Fox
- 2001: Chcesz poznać sekret? (Do You Wanna Know a Secret) jako Agent Owen Sacker
- 2006: Basen 2 (The Pool 2) jako agent Frank Gun

### Seriale TV
- 1978: Kojak jako Bert Gaines
- 1978–1982: Taxi jako Robert L. „Bobby” Wheeler
- 1984: Mike Hammer jako Owen Goddard
- 1986: Matlock jako Daniel Ward
- 1987: Hotel jako Eric Madison
- 1987: Mike Hammer jako Harry Farris
- 1989–1990: Moda na sukces (The Bold and the Beautiful) jako Mick Savage
- 1994–1998: Babilon 5 jako Zack Allen